# Новое Село (село, Бежецкий район)
Новое Село (карел. Nousolka) — село в Бежецком районе Тверской области. Входит в Сукроменское сельское поселение.

## Географическое положение
Село расположено в 12 км на юг от центра поселения села Сукромны и в 26 км на юг от районного центра города Бежецк.

## История
В 1889 году в селе была построена деревянная Борисоглебская церковь.
В конце XIX — начале XX века село входило в состав Сукроменской волости Бежецкого уезда Тверской губернии. 
С 1929 года село входило в состав Плотниковского сельсовета Бежецкого района Бежецкого округа Московской области, с 1935 года — в составе Калининской области, с 2005 года — в составе Сукроменского сельского поселения.

## Население
| 1859 | 2008 | 2010 |
| ---- | ---- | ---- |
| 449  | ↘14  | ↘8   |

## Достопримечательности
В селе расположена полуразрушенная деревянная Церковь Бориса и Глеба (1889). 